# Kościół Niepokalanego Poczęcia Najświętszej Maryi Panny w Górze Kalwarii
Kościół Niepokalanego Poczęcia Najświętszej Maryi Panny w Górze Kalwarii – rzymskokatolicki kościół parafialny należący do dekanatu czerskiego archidiecezji warszawskiej.

## Historia świątyni

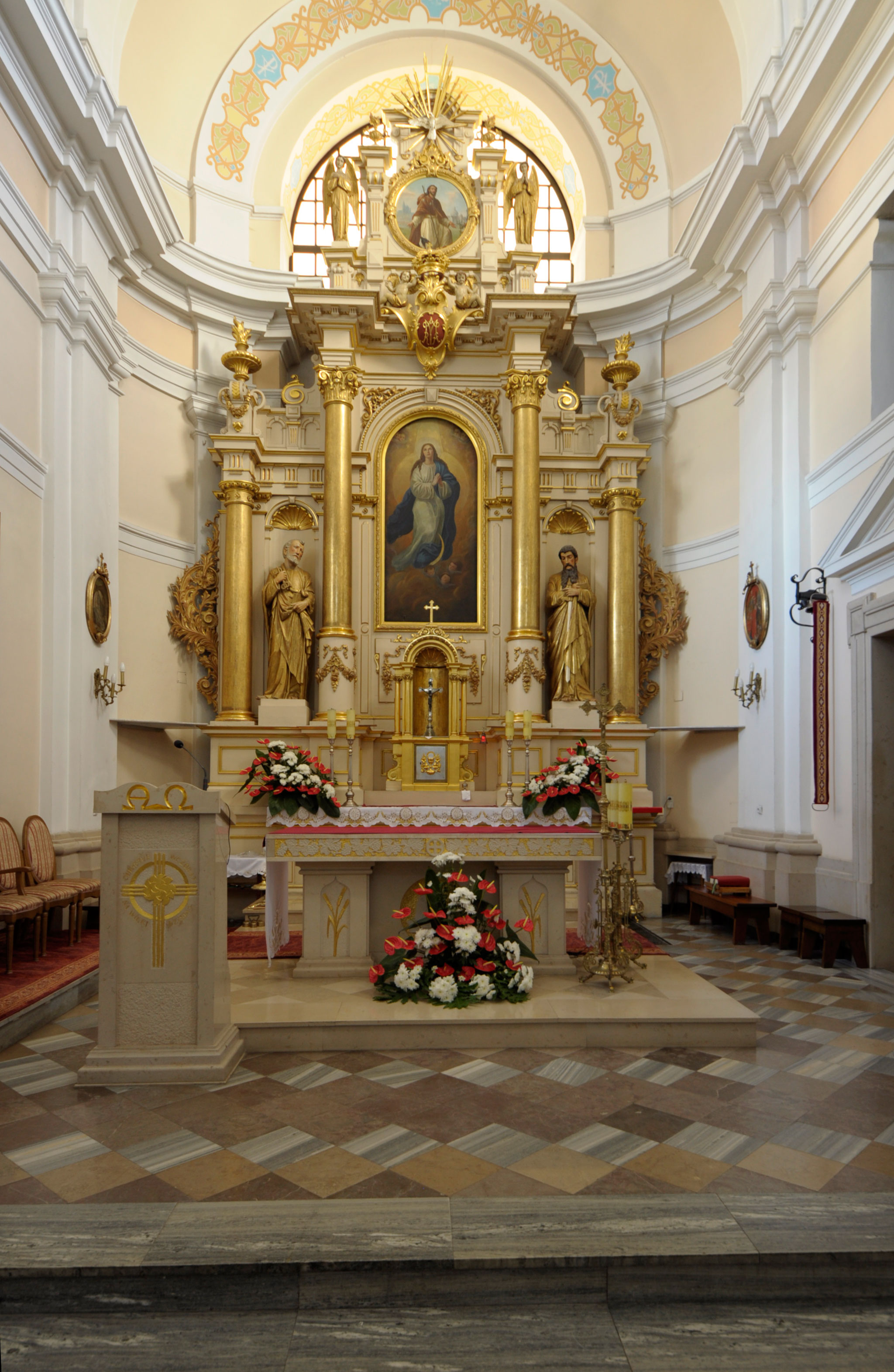
Ołtarz

Murowana świątynia została ufundowana w 1756 roku przez Franciszka Bielińskiego i wzniesiona w stylu barokowym dla zakonu bernardynów. Kościół został wzniesiony na miejscu drewnianej budowli zniszczonej przez huragan lub pożar. Świątynia została zaprojektowana przez polskiego architekta włoskiego pochodzenia Jakuba Fontanę. W 1864 roku klasztor bernardynów, istniejący przy kościele, został skasowany przez władze carskie, za uczestnictwo zakonników w powstaniu styczniowym. W 1897 roku świątynia zostaje mianowana kościołem parafialnym pod wezwaniem Niepokalanego Poczęcia Najświętszej Maryi Panny. W dniu 8 kwietnia 1952 roku kościół i parafia zostaje przekazana księżom marianom.

## Zabytki świątyni
Na frontonie kościoła jest umieszczona tablica z napisem "Vota mea" wmurowana na pamiątkę odrestaurowania budowli w 1848 roku. Wnętrze posiada architekturę i wyposażenie w stylu barokowym, pochodzące z II połowy XVIII stulecia. Na gzymsach i rogach ołtarzy są umieszczone aniołki. Chrzcielnica pochodzi z XVIII stulecia. Cztery ołtarze boczne posiadają obrazy namalowane przez Szymona Czechowicza przedstawiające: scenę Ofiarowania Chrystusa w Świątyni Jerozolimskiej, św. Rodzinę, św. Franciszka z Asyżu i św. Antoniego Padewskiego. Stacje Drogi Krzyżowej, wykonane w stylu barokowym są umieszczone na filarach świątyni. Ołtarz główny posiada cudowny obraz Matki Bożej oraz posągi świętych Piotra i Pawła. Sarkofag wykonany z czarnego marmuru mieści relikwie św. Waleriana, sprowadzone przez biskupa Stefana Wierzbowskiego do Góry Kalwarii w 1683 roku. W zakrystii znajdują się meble intarsjowane z XVIII stulecia oraz kopie portretów. Za ołtarzem głównym umieszczony jest kapitularz. Obraz Matki Bożej z Guadelupe został namalowany w XVII stuleciu i reprezentuje szkołę hiszpańską.

## Kinematografia
W kościele kręcono sceny do filmu Drogówka w reżyserii Wojciecha Smarzowskiego (2012).